# Júlio Mattos
Júlio Pereira Mattos mais conhecido como Julinho da Mangueira (Rio de Janeiro, 6 de abril de 1931 — Rio de Janeiro, 19 de março de 1994) foi um carnavalesco e artesão autodidata brasileiro. Está entre os maiores vencedores do carnaval carioca, tendo conquistado cinco campeonatos pela Estação Primeira de Mangueira, sendo o carnavalesco que mais deu títulos à escola. Em outras seis ocasiões conquistou o vice-campeonato. Foi campeão outras duas vezes em grupos de acesso pela Paraíso do Tuiuti, escola que ajudou a fundar.
De estilo simples e reservado, teve como marca de seus trabalhos a leveza, naturalidade. Também ficou marcado pelos enredo biográficos, dentre os quais foi campeão homenageando Monteiro Lobato (1967); Dorival Caymmi (1986); e Carlos Drummond de Andrade (1987). Julinho morreu em 1994, em decorrência de um câncer de esôfago.

## Biografia
Filho de família humilde, Julinho morou no morro do Carujá e frequentava a escola de samba Paraíso das Baianas. Os moradores do morro, sem condições financeiras para acompanhar o carnaval das escolas de samba, preferiam participar de blocos carnavalescos, como o Bloco dos Brotinhos. Com o declínio do Paraíso das Baianas, um grupo de sambistas se reuniu, entre eles, Julinho e Nélson Forró, e resolveu terminar com o bloco e também com a Paraíso das Baianas e criar uma nova escola de samba. Os registros históricos e fontes de pesquisa apontam que em 5 de abril de 1954 foi fundado o Grêmio Recreativo Escola de Samba Paraíso do Tuiuti. Porém, a própria agremiação adota como data de fundação o dia 5 de abril de 1952. O primeiro desfile da escola foi no carnaval de 1955. Além de idealizador da escola, Julinho também confeccionou os primeiros desfiles da agremiação. Com poucas condições financeiras, a escola alternava acessos e rebaixamentos entre as divisões do carnaval. Em 1963 foi convidado para assinar o desfile da Estação Primeira de Mangueira. Em paralelo, continuou trabalhando na Paraíso do Tuiuti. Em sua estreia na Mangueira, conquistou o vice-campeonato do carnaval de 1963. Em 1967, Julinho conquistou seu primeiro título no carnaval com a Mangueira. No ano seguinte, em 1968, foi bicampeão com a Mangueira e campeão com a Paraíso do Tuiuti no Grupo 3. Em 1973, conquistou mais um título com a Mangueira com o enredo Lendas do Abaeté. Voltou a vencer o carnaval com a Mangueira em 1986, com um desfile em homenagem ao compositor baiano Dorival Caymmi. No ano seguinte, em 1987, conquistou seu quinto e último título pela Mangueira. A escola homenageou o poeta e cronista Carlos Drummond de Andrade. No mesmo ano foi campeão do Grupo 3 pela Paraíso do Tuiuti. Em 1988 realizou um desfile de crítica social com o enredo "100 Anos de Liberdade, Realidade ou Ilusão?". A Mangueira conquistou o vice-campeonato por um ponto de diferença para a Unidos de Vila Isabel, que apresentou o histórico "Kizomba, Festa da Raça". Em 1989 se despediu da Mangueira com o contestado enredo "Trinca de Reis", sobre os considerados "reis da noite carioca": Walter Pinto, Carlos Machado e Chico Recarey. Obteve a 11.ª colocação, seu pior resultado na Mangueira. Em 1990 se despediu do carnaval com o enredo "Eneida, o Pierrot Está de Volta", com o qual a Paraíso do Tuiuti conquistou o nono lugar do Grupo A.

### Morte
Julinho morreu em 19 de março de 1994, aos 62 anos, em decorrência de um câncer de esôfago.

## Carnavais
| Ano  | Escola de samba               | Colocação              | Divisão                   | Enredo                                                                                          | Ref.          |
| ---- | ----------------------------- | ---------------------- | ------------------------- | ----------------------------------------------------------------------------------------------- | ------------- |
| 1955 | Paraíso do Tuiuti             | 11.º lugar             | Grupo 1                   | Apoteose a Edgar Roquete Pinto                                                                  | [ 1 ] [ 3 ]   |
| 1956 | Paraíso do Tuiuti             | 12.º lugar             | Grupo 1                   | O Circo, a Grande Parada                                                                        | [ 1 ] [ 3 ]   |
| 1957 | Paraíso do Tuiuti             | 17.º lugar (Rebaixada) | Grupo 1                   | Meus Sonhos de Criança                                                                          | [ 1 ] [ 3 ]   |
| 1958 | Paraíso do Tuiuti             | 3.º lugar (Promovida)  | Grupo 2                   | Homenagem às Forças Armadas                                                                     | [ 1 ] [ 3 ]   |
| 1959 | Paraíso do Tuiuti             | 15.º lugar (Rebaixada) | Grupo 1                   | Batalha do Tuiuti                                                                               | [ 4 ] [ 5 ]   |
| 1960 | Paraíso do Tuiuti             | 11.º lugar             | Grupo 2                   | Exaltação a Villa Lobos                                                                         | [ 6 ] [ 7 ]   |
| 1961 | Paraíso do Tuiuti             | 14.º lugar (Rebaixada) | Grupo 2                   | Exaltação a Pedro Américo, Castro Alves e Rui Barbosa                                           | [ 8 ] [ 9 ]   |
| 1963 | Estação Primeira de Mangueira | Vice-campeã            | Grupo 1                   | Exaltação à Bahia                                                                               | [ 10 ] [ 11 ] |
| 1963 | Paraíso do Tuiuti             | 18.º lugar             | Grupo 3                   | Glória a Villa-Lobos                                                                            | [ 10 ] [ 11 ] |
| 1964 | Estação Primeira de Mangueira | 3.º lugar              | Grupo 1                   | História de Um Preto Velho                                                                      | [ 12 ] [ 13 ] |
| 1964 | Paraíso do Tuiuti             | 3.º lugar (Promovida)  | Grupo 3                   | Uma Formatura nas Agulhas Negras                                                                | [ 1 ] [ 3 ]   |
| 1965 | Estação Primeira de Mangueira | 4.º lugar              | Grupo 1                   | Rio Através dos Séculos                                                                         | [ 1 ] [ 3 ]   |
| 1965 | Paraíso do Tuiuti             | 8.º lugar              | Grupo 2                   | Quatro Séculos de Glória                                                                        | [ 1 ] [ 3 ]   |
| 1966 | Estação Primeira de Mangueira | Vice-campeã            | Grupo 1                   | Exaltação à Villa-Lobos                                                                         | [ 1 ] [ 3 ]   |
| 1966 | Paraíso do Tuiuti             | 15.º lugar (Rebaixada) | Grupo 2                   | Sonho de Uma Noite de Carnaval                                                                  | [ 1 ] [ 3 ]   |
| 1967 | Estação Primeira de Mangueira | Campeã                 | Grupo 1                   | O Mundo Encantado de Monteiro Lobato                                                            | [ 14 ] [ 15 ] |
| 1968 | Estação Primeira de Mangueira | Campeã                 | Grupo 1                   | Samba, Festa de Um Povo                                                                         | [ 16 ] [ 17 ] |
| 1968 | Paraíso do Tuiuti             | Campeã (Promovida)     | Grupo 3                   | São Cristóvão, Bairro Imperial                                                                  | [ 16 ] [ 17 ] |
| 1969 | Estação Primeira de Mangueira | Vice-campeã            | Grupo 1                   | Mercadores e Suas Tradições                                                                     | [ 18 ] [ 19 ] |
| 1969 | Paraíso do Tuiuti             | 3.º lugar              | Grupo 2                   | O Mundo da Poesia de Olavo Bilac                                                                | [ 18 ] [ 19 ] |
| 1970 | Estação Primeira de Mangueira | 3.º lugar              | Grupo 1                   | Um Cântico à Natureza                                                                           | [ 20 ] [ 21 ] |
| 1970 | Paraíso do Tuiuti             | 7.º lugar              | Grupo 2                   | Alencar, Patriarca da Literatura Brasileira                                                     | [ 20 ] [ 21 ] |
| 1971 | Estação Primeira de Mangueira | 4.º lugar              | Grupo 1                   | Os Modernos Bandeirantes                                                                        | [ 22 ] [ 23 ] |
| 1971 | Paraíso do Tuiuti             | 6.º lugar              | Grupo 2                   | Rio, Carnaval e Batucada                                                                        | [ 22 ] [ 23 ] |
| 1972 | Estação Primeira de Mangueira | Vice-campeã            | Grupo 1                   | Carnaval dos Carnavais                                                                          | [ 24 ]        |
| 1972 | Paraíso do Tuiuti             | 3.º lugar              | Grupo 2                   | Sempre Brasil                                                                                   | [ 24 ]        |
| 1973 | Estação Primeira de Mangueira | Campeã                 | Grupo 1                   | Lendas do Abaeté                                                                                | [ 25 ] [ 26 ] |
| 1973 | Paraíso do Tuiuti             | 5.º lugar              | Grupo 2                   | Os Imortais da Música Brasileira                                                                | [ 25 ] [ 26 ] |
| 1974 | Estação Primeira de Mangueira | 4.º lugar              | Grupo 1                   | Mangueira em Tempo de Folclore                                                                  | [ 27 ] [ 28 ] |
| 1974 | Unidos da Ponte               | 13.º lugar             | Grupo 2                   | Rio em Festa - Tradição e Folclore                                                              | [ 27 ] [ 28 ] |
| 1975 | Paraíso do Tuiuti             | 7.º lugar              | Grupo 2                   | Obra e Vida de Cecilia Meirelles                                                                | [ 29 ] [ 30 ] |
| 1976 | Unidos de São Carlos          | 10.º lugar             | Grupo 1                   | Arte Negra na Legendária Bahia                                                                  | [ 31 ] [ 32 ] |
| 1976 | Paraíso do Tuiuti             | 8.º lugar              | Grupo 2                   | Cobra Norato                                                                                    | [ 31 ] [ 32 ] |
| 1977 | Estação Primeira de Mangueira | 7.º lugar              | Grupo 1                   | Parapanã, o Segredo do Amor                                                                     | [ 33 ] [ 34 ] |
| 1977 | Unidos da Tijuca              | 9.º lugar              | Grupo 2                   | Paraíso dos Sonhos                                                                              | [ 33 ] [ 34 ] |
| 1978 | Estação Primeira de Mangueira | Vice-campeã            | Grupo 1                   | Dos Carroceiros do Imperador ao Palácio do Samba                                                | [ 35 ] [ 36 ] |
| 1978 | Paraíso do Tuiuti             | 6.º lugar (Rebaixada)  | Grupo 3                   | Carnaval de Ontem e de Hoje                                                                     | [ 35 ] [ 36 ] |
| 1979 | Estação Primeira de Mangueira | 4.º lugar              | Grupo 1                   | Avatar… e a Selva Transformou-se em Ouro                                                        | [ 37 ] [ 38 ] |
| 1979 | Paraíso do Tuiuti             | 6.º lugar              | Grupo 2B (quarta divisão) | Orlando Silva                                                                                   | [ 37 ] [ 38 ] |
| 1986 | Estação Primeira de Mangueira | Campeã                 | Grupo 1                   | Caymmi Mostra ao Mundo o que a Bahia e a Mangueira Têm                                          | [ 39 ] [ 40 ] |
| 1987 | Estação Primeira de Mangueira | Campeã                 | Grupo 1                   | No Reino das Palavras, Carlos Drummond de Andrade                                               | [ 41 ] [ 42 ] |
| 1987 | Paraíso do Tuiuti             | Campeã (Promovida)     | Grupo 3                   | Força Viva do Samba, Pagode                                                                     | [ 41 ] [ 42 ] |
| 1988 | Estação Primeira de Mangueira | Vice-campeã            | Grupo 1                   | Cem Anos de Liberdade, Realidade ou Ilusão?                                                     | [ 43 ] [ 44 ] |
| 1988 | Paraíso do Tuiuti             | 6.º lugar              | Grupo 2                   | Filho de Branco É Menino, Filho de Negro É Moleque; Moleque Taí? Vem Cá Moleque, Vem Cá Apanhar | [ 43 ] [ 44 ] |
| 1988 | Unidos do Viradouro           | Vice-campeã            | Grupo 4                   | A Contribuição do Negro ao Folclore Brasileiro                                                  | [ 43 ] [ 44 ] |
| 1989 | Estação Primeira de Mangueira | 11.º lugar             | Grupo 1                   | Trinca de Reis                                                                                  | [ 45 ] [ 46 ] |
| 1989 | Paraíso do Tuiuti             | 6.º lugar              | Grupo 2                   | Folclore, Tradição Popular                                                                      | [ 45 ] [ 46 ] |
| 1989 | União de Vaz Lobo             | 5.º lugar              | Grupo 3                   | Raça Brasileira                                                                                 | [ 45 ] [ 46 ] |
| 1990 | Paraíso do Tuiuti             | 9.º lugar              | Grupo 2                   | Eneida, o Pierrot Está de Volta                                                                 | [ 47 ] [ 48 ] |
| 1990 | Em Cima da Hora               | 5.º lugar              | Grupo 3                   | Saudades do Rio                                                                                 | [ 47 ] [ 48 ] |

## Títulos e estatísticas
Júlio Mattos é um dos maiores vencedores do carnaval do Rio de Janeiro, com cinco conquistas na primeira divisão e outras duas na terceira.
| Divisão | Campeonato | Ano                           | Vice | Ano                                 | Terceiro lugar | Ano         |
| ------- | ---------- | ----------------------------- | ---- | ----------------------------------- | -------------- | ----------- |
| Grupo 1 | 5          | 1967, 1968, 1973, 1986 e 1987 | 6    | 1963, 1966, 1969, 1972, 1978 e 1988 | 2              | 1964 e 1970 |
| Grupo 3 | 2          | 1968 e 1987                   | 0    | -                                   | 0              | -           |